# Amy Sarr Fall
Pour les articles homonymes, voir Fall.
Amy Sarr Fall, née à Dakar au Sénégal, est une personnalité publique sénégalaise. Elle est la directrice de publication d’Intelligences, magazine qu’elle a créé en 2010,.  Elle est active dans les œuvres à caractère social pour les femmes et la jeunesse. Elle est l’initiatrice de « La Grande Rentrée Citoyenne »,,.

## Biographie

### Études et parcours
Amy Sarr Fall a fait ses études primaires et secondaires à Dakar au Sénégal, où elle est née. Après l’obtention de son baccalauréat à Dakar, elle s’est inscrite à l’American University of Paris. Dans cette université, à l’époque de son inscription, elle était la seule Sénégalaise. Elle passe une double licence en Communication internationale et en Administration des affaires internationales avant d'obtenir un master en communication globale. L’administration de l’UAP décide d’organiser une campagne de communication autour de sa personne afin de rallier les jeunes de son pays à sa cause.
Elle rencontre Abdou Diouf, alors secrétaire général de l’Organisation internationale de la francophonie et Boutros Boutros-Ghali, ancien secrétaire général des Nations-Unies.

### Blog "World for Obama"
Par le biais de son blog « World for Obama, citoyens du monde », elle mobilisera quelque 3000 personnes sur le réseau social facebook. Grâce à ce blog, elle s’exprime en donnant son avis sur les présidentielles. Le The New York Times a cité l’un de ses commentaires comme, « commentaire du jour ».

### Retour au Sénégal et création d’Intelligences magazine
Elle revient en 2009 au Sénégal où elle crée une société spécialisée dans la communication qui aidera les écoles et les hôpitaux à préparer des campagnes. Elle collabore avec l’hôpital principal de Dakar. Avec Boubacar Wade, alors directeur général,  elle lance la coalition HPD-PNLP, qui vise à optimiser les efforts de la lutte contre le paludisme. En 2010, son magazine Intelligences est lancé. Le magazine se consacre aux personnalités actrices de développement du pays,,,.